# 瑪麗·波·奧斯本
瑪麗·波·奧斯本（Mary Pope Osborne，1949年5月20日—）。居於美國。是美國兒童文學作家，曾獲得藍燈書屋終生成就獎和美國教育平裝書協會勒丁頓紀念獎，最有名的作品是《神奇樹屋》（Magic Tree House series）。主角為傑克和安妮兩名居於賓夕法尼亞洲的小孩。
其夫威爾·奧斯本多年來一直致力於劇場工作，曾經擔任演員，導演以及劇本作家。